# 木下一哉
木下 一哉（きのした かずや、1968年10月22日 - ）は、日本のフリーアナウンサー。元北日本放送の男性アナウンサー。東京都大田区出身で血液型はA型。高校生まで鳥取県で過ごし、浪人時代は京都府で過ごす。鳥取県立鳥取西高等学校、法政大学卒業。1992年入社。2024年3月31日退社。

## 過去

### テレビ
- KNBニュース
- KNBニュースプラス1ニュースキャスター
- スポーツ中継全般（全国高校サッカー中継では国立競技場で行われる開幕戦や2･3回戦の担当経験もある）

### ラジオ
- でるラジ（月曜日 - 水曜日）
- ブドウの木の下で会いましょう
- とれたてワイド朝生!
- KNBニュース
- KNBモーニングすくらんぶる（金曜日）

## 声優
- アメイジング・スパイダーマン（ニュースキャスター役（吹き替え））